# Shahrestān di Jiroft
Lo shahrestān di Jiroft (farsi شهرستان جیرفت) è uno dei 23 shahrestān della provincia di Kerman, il capoluogo è Jiroft. Lo shahrestān è suddiviso in 3 circoscrizioni (bakhsh):
- Centrale (بخش مرکزی)
- Sarduie (بخش ساردوئیه), con la città di Dar Behesht.
- Jebalbarez (بخش جبالبارز)